# Margarete Dessoff
Emma Margarete, també anomenada «Gretchen» Dessoff (Viena, 11 de juny de 1874 – Locarno, Suïssa, 27 de novembre de 1944), fou una directora de cors, cantant i professora de cant, austríaca.
Filla del compositor i director d'orquestra Felix Otto Dessoff (1835-1892), fou alumna i professora del Conservatori de Frankfurt. Estudià cant amb Jenny Hahn i fundà i dirigí alguns grups polifònics, entre ells la Bachgemeinde Wien. El 1923 es va establir a Nova York, on dirigí el cor de l'Institut d'Art Musical. El 1924 va crear el Cor Adesdi. El 1926 va dirigir la Escola de cant a Nova York i va fundar un cor de dones i un cor mixt, anomenats més tard els Dessoff Choirs. Des del 1936 va viure a Locarno a Suïssa fins a la seva mort.